# Bernhard Aichner

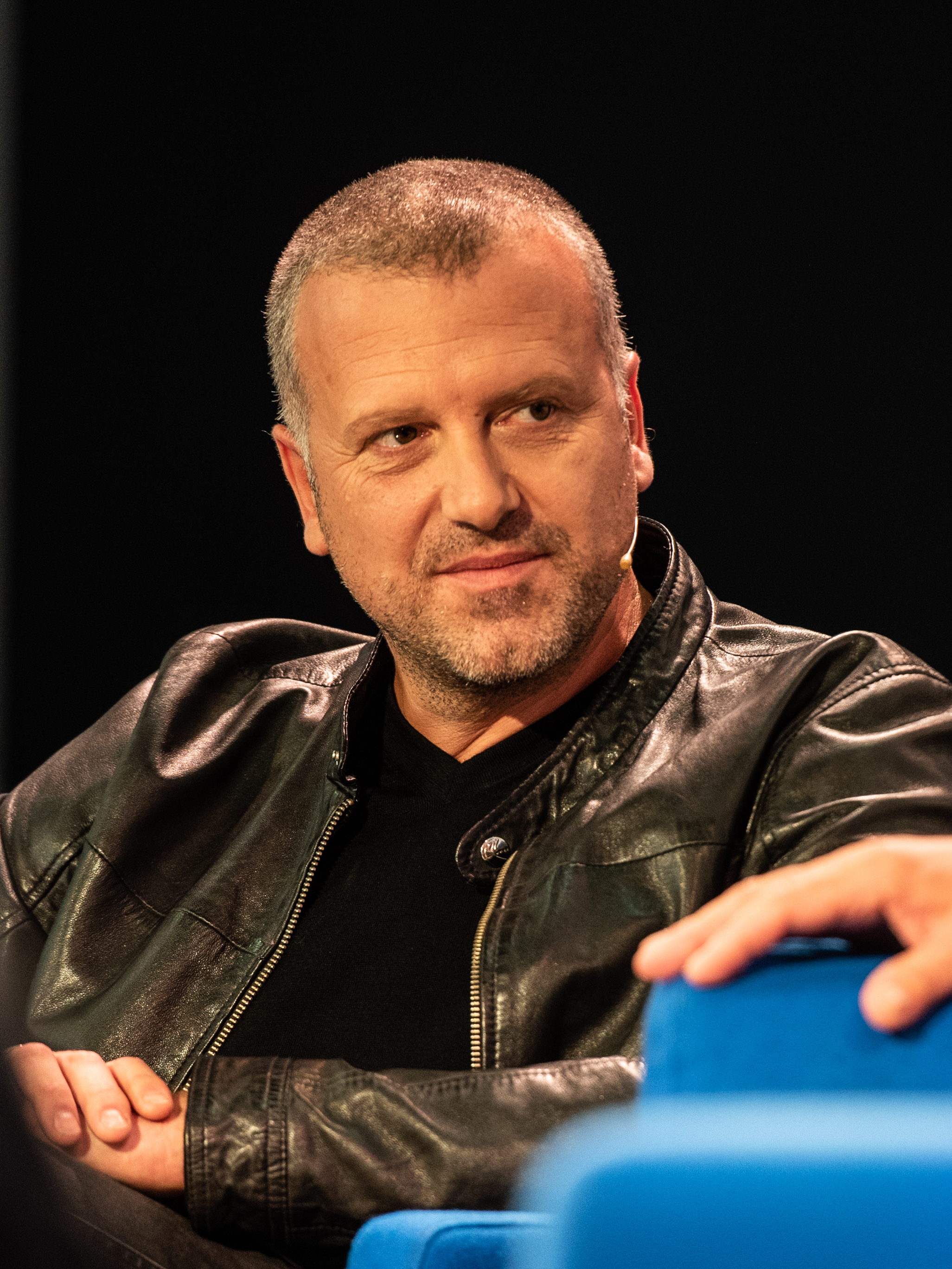
Bernhard Aichner

Bernhard Aichner (* 1972, Innsbruck) je rakouský spisovatel románů a fotograf.

## Život
Narodil se v Innsbrucku a vyrůstal v jižním Tyrolsku. V mládí pracoval jako fotograf pro rakouský deník Kurier. Roku 2000 si založili společně s jeho manželkou Ursulou fotoateliér v Innsbrucku. Se založením živnosti začal psát romány. Dnes je držitelem několika literárních oceněních. Jeho nejnovějšími knihami jsou thrillery Bösland vydaný roku 2018 a Der Fund z roku 2019.

7. listopadu 2022 byla divákům představena zfilmovaná verze jeho knihy Totenfrau na rakouské ORF, na které spolupracoval Netflix, kde stream filmu bude zahájen 5. ledna 2023.